# Inégalité log somme
L'inégalité log somme  (ou log sum inequality) est fréquemment utilisée en théorie de l'information.

## Énoncé
Soient {\displaystyle a_{1},\ldots ,a_{n}} et {\displaystyle b_{1},\ldots ,b_{n}} des réels strictement positifs, avec {\displaystyle a=\sum _{i=1}^{n}a_{i}} et {\displaystyle b=\sum _{i=1}^{n}b_{i}}, alors :
{\displaystyle \sum _{i=1}^{n}a_{i}\log {\frac {a_{i}}{b_{i}}}\geq a\log {\frac {a}{b}},}
avec égalité si et seulement si {\displaystyle \forall i,j\in \{1,...,n\}^{2},{\frac {a_{i}}{b_{i}}}={\frac {a_{j}}{b_{j}}}}, c'est-à-dire qu'il existe une constante {\displaystyle c} telle que {\displaystyle \forall i\in \{1,...,n\},a_{i}=c~b_{i}}.
(On prendra {\displaystyle a_{i}\log {\frac {a_{i}}{b_{i}}}=0} si {\displaystyle a_{i}=0} et {\displaystyle a_{i}\log {\frac {a_{i}}{b_{i}}}=\infty } si {\displaystyle a_{i}>0} et {\displaystyle b_{i}=0}. Ces valeurs sont obtenues par prolongement par continuité en {\displaystyle 0}.)

## Preuve
En posant {\displaystyle f(x)=x\log x}, nous avons
{\displaystyle {\begin{aligned}\sum _{i=1}^{n}a_{i}\log {\frac {a_{i}}{b_{i}}}&{}=\sum _{i=1}^{n}b_{i}f\left({\frac {a_{i}}{b_{i}}}\right)=b\sum _{i=1}^{n}{\frac {b_{i}}{b}}f\left({\frac {a_{i}}{b_{i}}}\right)\\&{}\geq bf\left(\sum _{i=1}^{n}{\frac {b_{i}}{b}}{\frac {a_{i}}{b_{i}}}\right)=bf\left({\frac {1}{b}}\sum _{i=1}^{n}a_{i}\right)=bf\left({\frac {a}{b}}\right)\\&{}=a\log {\frac {a}{b}},\end{aligned}}}
où l'inégalité vient de l'inégalité de Jensen puisque  {\displaystyle {\frac {b_{i}}{b}}\geq 0}, {\displaystyle \sum _{i=1}^{n}{\frac {b_{i}}{b}}=1} et {\displaystyle f} est une fonction convexe.

## Généralisations
Cette inégalité reste valide pour {\displaystyle n=\infty }, puisque {\displaystyle a<\infty } et {\displaystyle b<\infty }.[citation nécessaire]
La preuve ci-dessus reste vraie pour toute fonction {\displaystyle g} telle que {\displaystyle f(x)=xg(x)} soit convexe, comme toute fonction croissante continue. La généralisation aux fonctions croissantes autres que le logarithme est donné dans Csiszár, 2004. 

## Applications
L'inégalité log-somme peut être utilisée pour prouver des inégalités en théorie de l'information. L'inégalité de Gibbs affirme que la divergence de Kullback-Leibler est positive, et égale à zéro si ses arguments sont égaux. Une preuve utilise l'inégalité log-somme.
Cette inégalité peut aussi prouver la convexité de la divergence de Kullback-Leibler. 